# Vết cắn của động vật

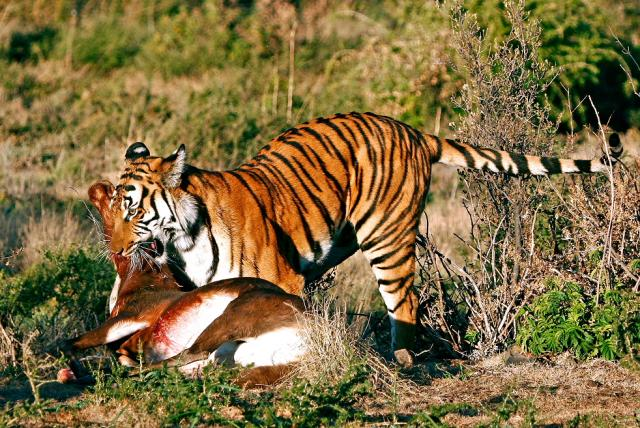
Một con hổ đang cắn cổ con linh dương mặt trắng, vết cắn từ những chiếc nanh dài của nó có thể xuyên vào tận xương và tổn thương đến hệ thần kinh dẫn đến tử vong ngay tức khắc

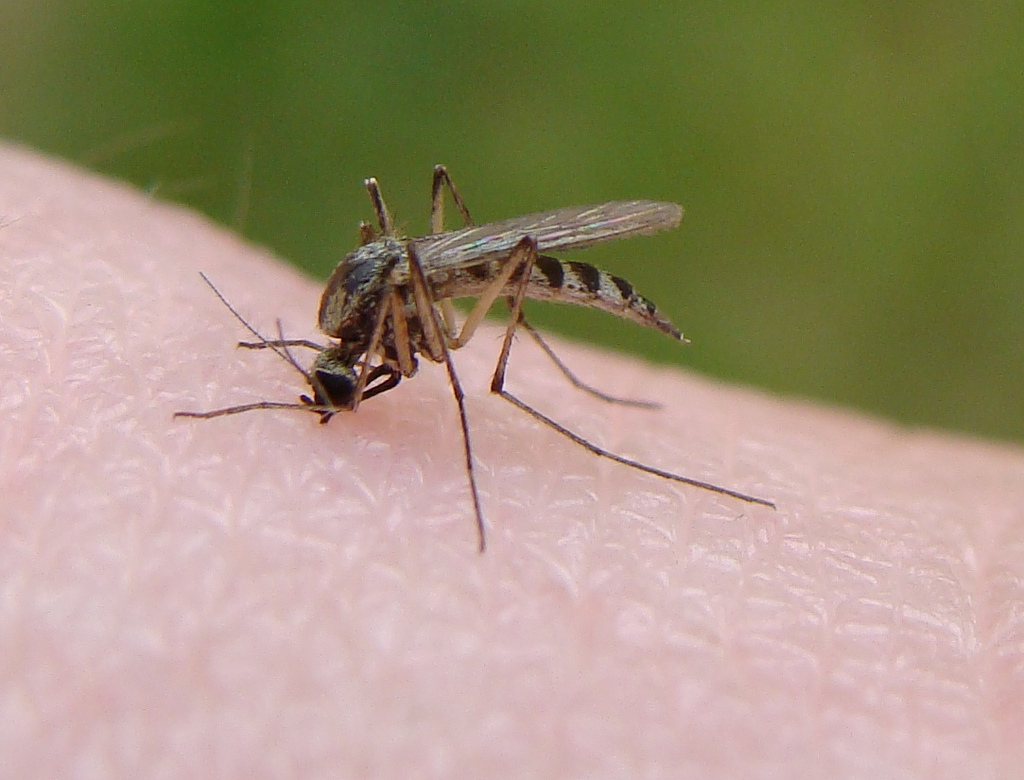
Một con muỗi đốt sẽ để lại những vết lấm chấm đỏ

Vết cắn của động vật hay cú cắn của động vật là một dạng vết thương bị gây ra do cấu trúc răng, miệng của các động vật bằng một cú cắn hoặc mổ, chích, đốt, châm. Sau khi bị động vật cắn, thường gây ra kết quả trước tiên là tổn thương da do làn da bị tải áp lực quá nhiều từ điểm tiếp xúc vào các mô cơ thể từ vết cắn. Đối với con người, việc bị động vật cắn có thể do bị khiêu khích hoặc vô cớ. Động vật cắn có thể để lại nhiều hậu quả khác nhau, thông thường dẫn đến nhiễm trùng nghiêm trọng và tử vong. Gây nhiễm khuẩn vết cắn là vi khuẩn ở vùng hầu họng của động vật đã cắn.
Trong tiếng Việt, một vết cắn hay cú cắn của động vật có thể được diễn đạt bằng các tên gọi khác nhau như:
- Cắn, táp, đớp, ngoạm, cấu xé, cắt kéo, phập, khới, nhay
- Mổ, chọc (rắn và chim)
- Châm chích, chích, đốt, tiêm, cấu, kẹp (côn trùng)

## Đại cương

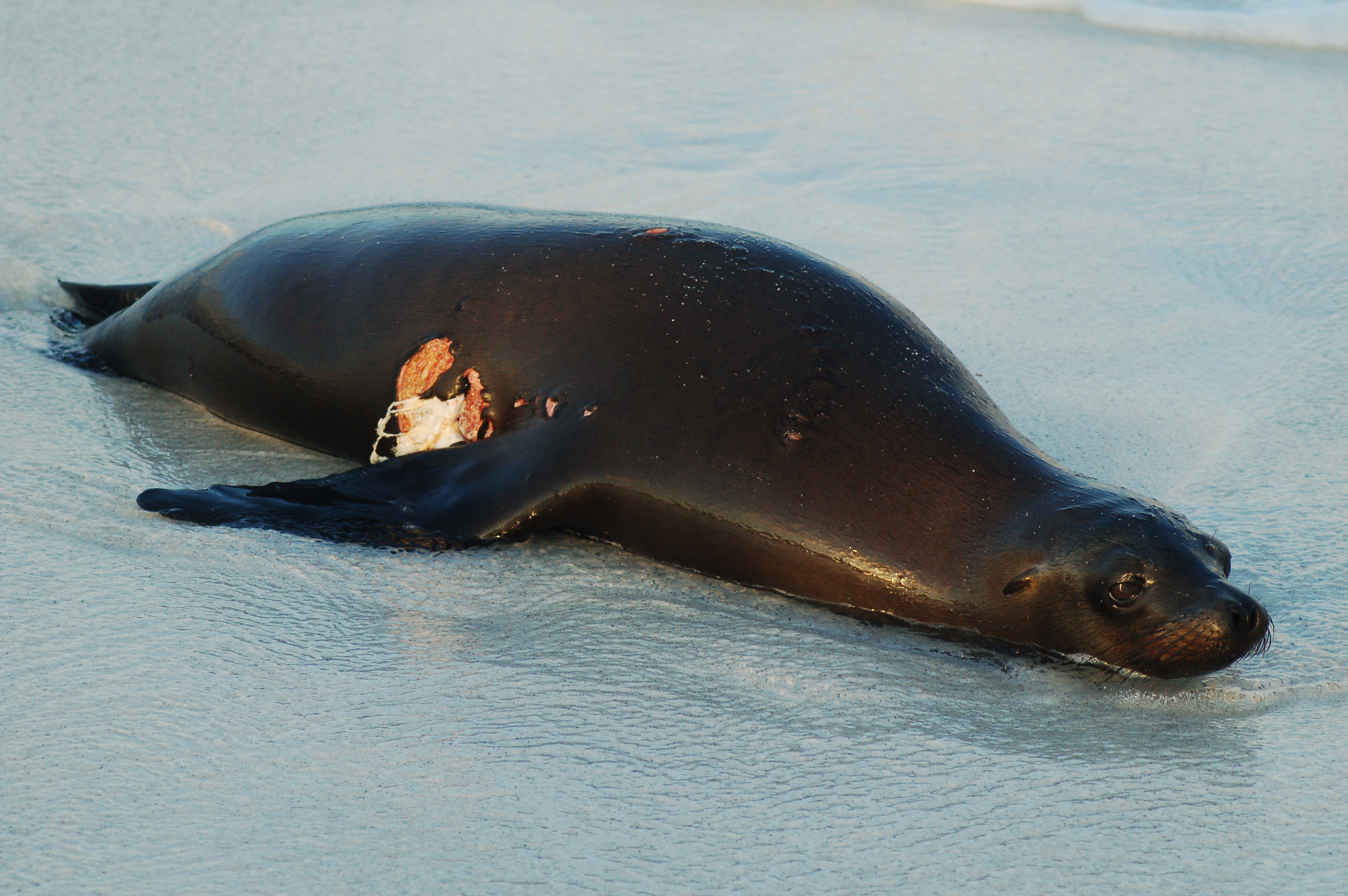
Một con sư tử biển đang mang trên mình một vết cắn

Động vật cắn không chỉ bao gồm chấn thương từ răng của các loài bò sát, động vật có vú, cá và động vật lưỡng cư. Động vật chân đốt cũng có thể cắn và để lại thương tích. Nguy hiểm hơn, với nhiều loài động vật có lực cắn mạnh hoặc trúng chỗ hiểm thì có thể tử vong ngay lập tức.
Các vết cắn thông qua đó động vật truyền nọc độc vào cơ thể cũng gây ra nguy hiểm và tử vong, hoặc bị nhiễm trùng do vi khuẩn xâm nhập dẫn đến hoại tử. Một trong những hậu quả đầu tiên của một vết cắn là những chấn thương gây ra ở mô. Các vết cắn của động vật chân đốt có một số hậu quả sức khỏe nghiêm trọng nhất được biết đến. Muỗi đốt truyền bệnh nghiêm trọng và dẫn đến hàng triệu ca tử vong và bệnh tật trên thế giới. Bọ ve cũng truyền nhiều bệnh khi đốt.
Một tai nạn khá phổ biến với trẻ là bị vật nuôi cắn, cào và nguyên do chủ yếu là vì trẻ chọc tức các con vật nuôi trong nhà, song cũng có một số ít trường hợp vật nuôi tấn công trẻ một cách vô cớ. Các vết cắn và vết cào xước có thể do chó, mèo, các vật nuôi khác, hoặc do người hay động vật hoang dã. Qua vết thương, vi khuẩn có thể thâm nhập vào cơ thể gây nhiễm khuẩn tại chỗ hoặc nhiễm khuẩn huyết, có thể dẫn đến những biến chứng nặng, thậm chí tử vong. Những vết thương do các loại động vật cắn thường xảy ra trong sinh hoạt hoặc nghề nghiệp. Chỉ một số vết thương nhỏ không cần điều trị, còn đa số vết thương khác gây nhiễm khuẩn, có thể đe dọa đến tính mạng.
Động vật hoang dã đôi khi có thể cắn người. Có hai loại vết cắn từ thú hoang là loại mang mầm bệnh dại và loại không mang mầm bệnh dại. Vết cắn hoặc cào của dơi, chồn hôi, chồn hương, cáo, sói hoặc những con vật hoang có kích thước lớn đều nguy hiểm vì những loài động vật này đều có thể truyền bệnh dại dù chúng không mang các triệu chứng bệnh. Những loài ít nguy hiểm hơn như chuột, chuột chũi, sóc chuột và thỏ đều được xem là không mang mầm bệnh dại. Các vết cắn của động vật có vú khác nhau như dơi, chồn hôi, chó sói đồng cỏ, gấu trúc khi truyền bệnh dại, trong đó gần như luôn luôn gây tử vong nếu không được điều trị.

## Các loài

### Chó,mèo
Thường nạn nhân bị chó nhà cắn hay bị cắn ở chi dưới, thường là bắp chân và gót chân. Triệu chứng gồm đau xung quanh vết cắn cùng với viêm mô tế bào có mủ, đôi khi chảy mủ có mùi hôi. Nếu răng nanh của chó cắn xuyên bao hoạt dịch hoặc đến xương thì có thể bị viêm khớp và viêm xương nhiễm khuẩn. Toàn thân có sốt, sưng, viêm hạch bạch huyết. Vết cắn do mèo gây ra dễ nhiễm khuẩn, dễ gây viêm khớp và viêm xương hơn là do chó cắn vì răng cửa của mèo sắc hẹp của mèo xuyên thủng sâu vào lớp mô. 

### Ongđốt
- Ong khổng lồ châu Á khi phát triển có thể dài đến 5 cm và vết cắn của nó khoảng 6mm. Độc tính của nó có thể gây suy thận.
- Những con ong áo khoác vàng Đức cũng như nhiều loài ong bắp cày và các loài ong khác có thể đánh dấu nạn nhân của mình bởi một mùi hương và xác định vị trí những kẻ xâm nhập trái phép lãnh thổ của chúng dựa theo mùi hương đó. Khi tìm ra kẻ lén lút, chúng sẽ chích vào cơ thể nạn nhân và tiêm nọc khiến nạn nhân đau đớn, chúng còn chích nạn nhân nhiều lần.
- Nọc độc của ong mật như một loại cocktail độc hại được pha trộn giữa melittin và amin khác, tác động lên tim và hạn chế các mạch máu. Đau là nóng sốt, mê sảng là những gì bạn sẽ phải chịu đựng khi trêu chọc phải loài ong mật, mặt khác chỉ số đau đớn của nọc độc ong cũng không hề thấp.
- Ong mồ côi sở hữu những vết cắn đau đớn, vết chích của chúng được xem là một trong những vết chích đau đớn nhất trong số các loài côn trùng và theo những người đã phải chịu đựng vết cắn này, họ cảm thấy bị bỏng và đau khổ như đang bị thiêu.
- Ong bắp cày hói được coi là một kẻ hùng mạnh trong số các loài ong, nếu bị chúng đốt, sự đau đớn phải chịu đựng cực kỳ đáng sợ, chỉ số đau đớn tương đương với nỗi đau khi bàn tay bạn bị cánh cửa kẹp nát.
- Ong bắp cày sát thủ Yak-Killer (Ong bắp cày khổng lồ châu Á) dù chưa có số liệu chính thức về ca tử vong do bị ong bắp cày sát thủ đốt nhưng độc tố của Yak-killer có thể gây ra phản ứng dị ứng nghiêm trọng. Trong thực tế, số người chết tại Nhật Bản bởi ong bắp cày Yak-Killer nhiều hơn tất cả những ca tử vong do các động vật hoang dã khác hợp lại. Nạn nhân sẽ cảm thấy như bị thiêu cháy khi bị loài ong này đốt.
- Ong bắp cày châu Âu nói chung không hiếu chiến bằng ong bắp cày. Nọc độc từ một con ong bắp cày châu Âu sẽ khiến có cảm giác như bị lột da khỏi những vết bỏng.
- Ong bắp cày giấy (Paper Wasp) với những vết chích làm cháy và ăn mòn da cực kỳ đáng sợ khiến nhiều người hoảng hồn khi nhìn thấy nó. Những nạn nhân cho biết cảm giác đau đớn mà họ phải nhận giống như làm đổ một cốc axit hydrochloric trên da.
- Ong bắp cày ký sinh Tarantula hawk là một nhóm ong độc trong phân họ Pepsinae thuộc họ Pompilidae. Chúng thường tấn công nhện góa phụ đen hoặc nhện lông lá lớn ăn thịt chim. Nọc độc của chúng được xếp hạng thứ 2 về mức độ gây đau đớn, chỉ kém kiến đạn. Vết đốt của loài ong này chỉ gây đau trong vài phút nhưng đủ khiến nạn nhân cảm thấy như vừa trải qua một cú điện giật chết người.
- Ong bắp cày khổng lồ Nhật Bản hay ong bắp cày châu Á là những con ong bắp cày khổng lồ dài tới 75mm và có vết cắn đau đớn hơn bất kỳ loài côn trùng đốt chích khác. Nọc độc được tiêm từ ngòi của ong có chứa tám loại hóa chất khác nhau không chỉ gây tổn thương mô, mà để lại một mùi thu hút nhiều ong bắp cày khác cho nạn nhân.
- Ong sát thủ (Killer Bees) hay ong mật Africanized khi bị chúng tấn công theo bầy, nạn nhân có thể đau nhói suốt thời gian dài hoặc có thể chết.

### Kiếncắn

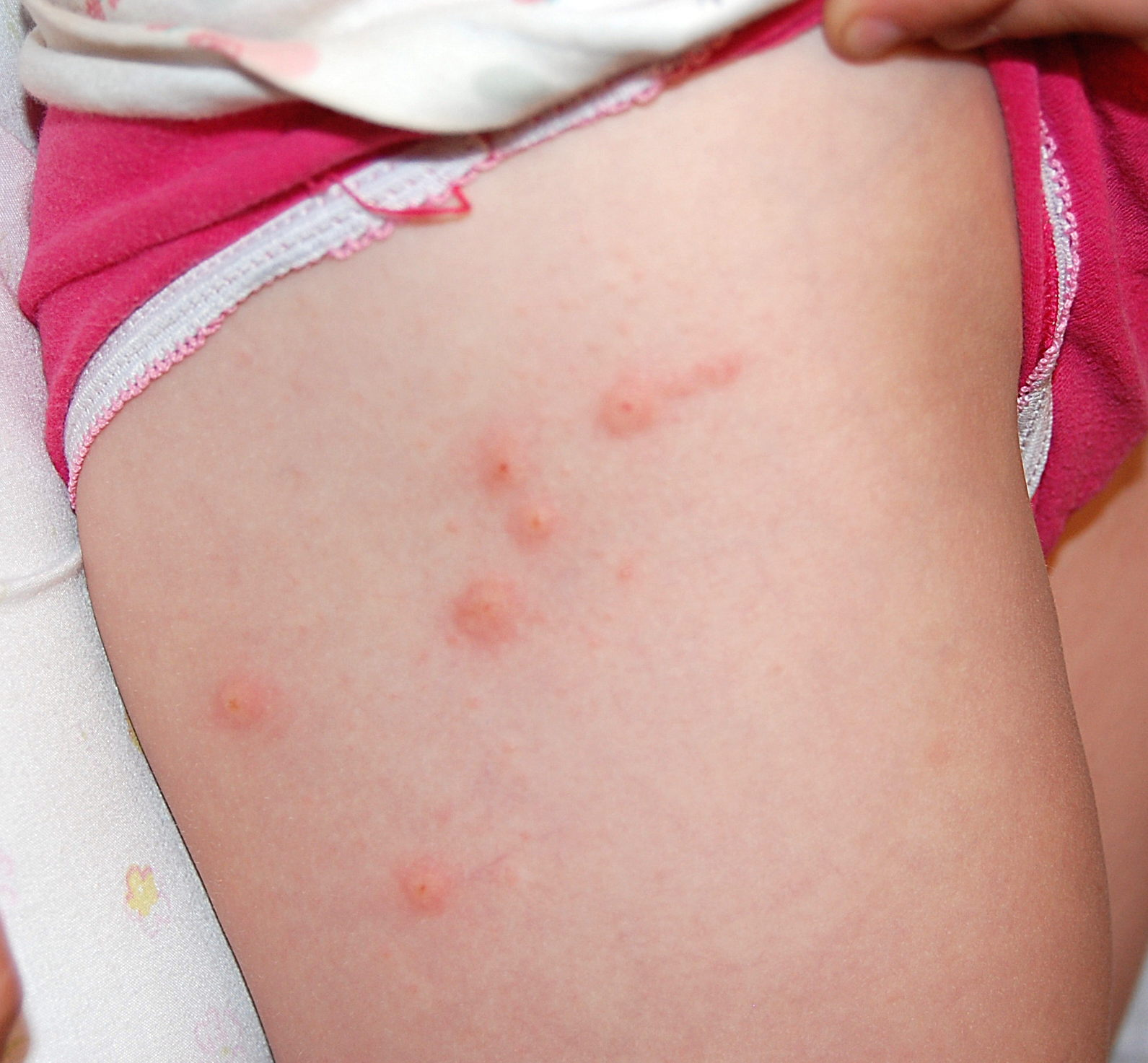
Vết kiến cắn

- Kiến ba khoang hay nhiều tên gọi khác nhau như kiến lác, kiến gạo, cằm cặp, kiến nhốt, kiến cong đít, chúng thường tiết ra chất dịch có thể làm tổn thương da người nếu tiếp xúc với dịch này. Vết cắn của nó gây tổn thương cơ bản có dạng dát đỏ, thành vệt, thành đám, theo chiều tay quệt, nền hơi cộm, trên có mụn nước hoặc mụn mủ nhỏ li ti ở giữa, có vùng hơi lõm màu vàng nâu, hình tròn hoặc bầu dục.

Viêm da thường xuất hiện ở vùng hở như mặt, cổ, ngực, vai, gáy, tay. Thương tổn tiếp tục xuất hiện dù không còn kiến nếu trẻ ngứa gãi quệt ra vùng da lành, đặc biệt là các vùng nếp gấp. Sau khi tiếp xúc với kiến, người bệnh cảm giác râm ran. 6-8 giờ sau xuất hiện ban đỏ, dát đỏ. 12-24 giờ tiếp theo xuất hiện thương tổn điển hình. Sau 3 ngày thương tổn bắt đầu đỡ rát bỏng, bong vảy. Sau 5-7 ngày vảy bong hết nhưng để lại dát thâm lâu mất.
- Kiến lửa với chỉ một vết cắn của kiến lửa có thể không gây đau đớn đáng kể nhưng hai mươi vết cắn của kiến lửa chắc chắn sẽ khiến nạn nhân có những con đau cực kỳ khó chịu. Độc tố được tiết ra khi kiến lửa rất độc hại, nó có thể gây đau đớn kịch liệt và dẫn đến cái chết nếu đủ liều.
- Kiến Bullhorn Acacia, là một loài kiến thuộc chi Pseudomyrmex, chúng sống trên cây, cơ thể chỉ dài khoảng 3mm, màu nâu hoàn toàn. Nếu bị chúng cắn dù chỉ một nốt bạn cũng cảm thấy đau như da thịt mình đã bị đóng đinh xuyên qua hoặc bị kẹp thật chặt.
- Kiến gặt đỏ (Red Harvester) tỏ ra cực kỳ hung dữ khi bảo vệ kho báu lương thực của mình. Nếu bị chọc tức, nó sẽ cắn tới tấp kẻ dại dột, khiến cho kẻ đó phải hứng chịu nỗi đau giống như đang bị khoan liên tục vào người.
- Kiến đạn (Bullet Ant), còn có tên gọi khác là kiến thợ săn, sở dĩ chúng có cái tên kêu như vậy là bởi nọc độc mạnh mẽ và rất hiệu quả của nó. Những người bị nó cắn cho biết nỗi đau họ phải trải qua tương đương với sự đau đớn khi bị đạn bắn trúng. Cơn đau có thể kéo dài 12 tiếng đồng hồ, gây ra muôn vàn khổ sở cho nạn nhân.

### Nhệncắn
- Nhện góa phụ đen là một loài nhện sát thủ khét tiếng nhất trong thế giới động vật. Vết cắn của nhện góa phụ đen đứng đầu danh sách những vết cắn đau đớn nhất trong tự nhiên, nọc độc của nó có thể gây ra một tình trạng gọi là latrodectism, khiến các cơ bắp co thắt mạnh mẽ, gây ra sự đau đớn tưởng như không bao giờ kết thúc. Mặc dù rất độc, các vết cắn của nhện góa đen hiếm khi gây tử vong ở người. Tuy nhiên, các vết cắn có thể gây tử vong trẻ nhỏ, người có bệnh tim hoặc người có vấn đề về sức khỏe và người cao tuổi.
- Nhện Phoneutria, còn được gọi là nhện chuối vì chúng thường được tìm thấy trên lá chuối. Nọc của chúng cực kỳ độc hại đối với con người, là một trong những con nhện nguy hiểm nhất trên thế giới. Khi bị chúng cắn, nọc độc của chúng sẽ tác động lên hệ thần kinh, gây ra các triệu chứng như đau đớn cùng cực, tiết nước bọt, tim đập không đều, đau đớn cương cứng. Đặc biệt, những triệu chứng này kéo dài, nếu không được chữa trị có thể gây tử vong.
- Nhện lang thang Hobo Spider là một thành viên của loài nhện và không nên nhầm lẫn với nhện lưới phễu Úc. Sự đau đớn kinh hoàng của vết cắn từ nhện lang thang. Sự tổn thương mà nó gây ra cho các nạn nhân được coi là một trong những vết thương nghiêm trọng nhất. Điều này khiến nó là một trong những động vật có vết cắn đau đớn cực kỳ.
- Một vết cắn từ nhện katipo (Latrodectus katipo) tạo ra một hội chứng độc hại được biết đến như latrodectism. Các triệu chứng bao gồm đau đớn cùng cực và hiệu ứng có khả năng hệ thống, chẳng hạn như tăng huyết áp, co giật hoặc hôn mê. Ít có vụ bị nhện cắn và không có ca tử vong được báo cáo từ thế kỷ 19. Thuốc chống nọc đọc hiện có sẵn tại New Zealand để điều trị. Katipo là đặc biệt đáng chú ý ở New Zealand là quốc gia gần như hoàn toàn không có động vật hoang dã có nguồn gốc nguy hiểm. Tình trạng độc đáo này đã dẫn đến con nhện trở thành nổi tiếng[1], mặc dù rất hiếm khi bắt gặp nó[2].
- Nhện lưng đỏ được coi là một trong những con nhện nguy hiểm nhất tại Úc. Chúng có nọc độc thần kinh là độc hại cho con người với vết cắn gây đau nghiêm trọng, thường trong vòng 24 giờ. Vết cắn của chúng sẽ gây tổn thương nghiêm trọng nếu không được điều trị kịp thời.

### Bọ xít
Bọ xít hút máu người tấn công thường để lại vết thương sưng to, thậm chí còn gây sốt sau khi bị chúng hút máu. Các vết đốt thường có màu đỏ, rất dễ phát hiện và to hơn vết muỗi đốt hoặc màu sẫm nối liền nhau. Vị trí các vết đốt thường ở sau gáy, cổ, bả vai, sau lưng, cánh tay và chân. Các vết đốt có biểu hiện đau, rát, sưng và rất dễ lan rộng ra xung quanh khi tác động vào vết đốt. Có trường hợp vết đốt gây sưng to, phù nề diện rộng, mưng mủ và bị sốt, đặc biệt là trẻ em. Các vết đốt sưng to, phù nề có thể làm chân tay không cử động được.

### Côn trùngkhác
- Bọ cạp Arizona Bark là những con bò cạp độc ở Bắc Mỹ, đáng sợ hơn là đây là loài bọ cạp nhà thường gặp nhất ở Arizona. Nọc độc của chúng gây đau cấp tính và có thể dẫn sùi bọt mép, khó thở, co giật cơ, chân tay bất động. Mặc dù hiếm thấy trường hợp tử vong do bị bọ cạp Arizona Bark chích nhưng cơn đau do nó mang đến kéo dài rất lâu, ít nhất là qua ba ngày.
- Những con rết ăn thịt Amazon Giant Centipede có thể giết chết những con mồi lớn như chuột và dơi chỉ bằng một vết cắn mạnh. Các cơn đau liên quan với vết cắn của những con rết này luôn ở mức độ cao của nấc thang đo chỉ số đau Schmidt. Những cơn đau do độc rết sẽ kéo dài, ít nhất là 12 tiếng sau đó.
- Rết nhà được biết đến là có những cặp chân chứa nọc độc như forcipules. Vết cắn của chúng rất nguy hiểm đối với con người, gây đau đớn vô cùng và có thể dẫn đến sưng nặng.
- Các vết cắn của ruồi ngủ xê xê ảnh hưởng đến gần nửa triệu người mỗi năm, trong đó có người bị chết do bệnh ngủ. Bệnh ngủ là một trong những căn bệnh nguy hiểm nhất ở châu Phi. Khi bị ruồi xê xê châu Phi đốt, nạn nhân có triệu chứng cúm, mệt mỏi, đau đầu nghiêm trọng, sưng tấy và trong nhiều trường hợp sốt cao, nói lắp và động kinh.

### Rắn cắn

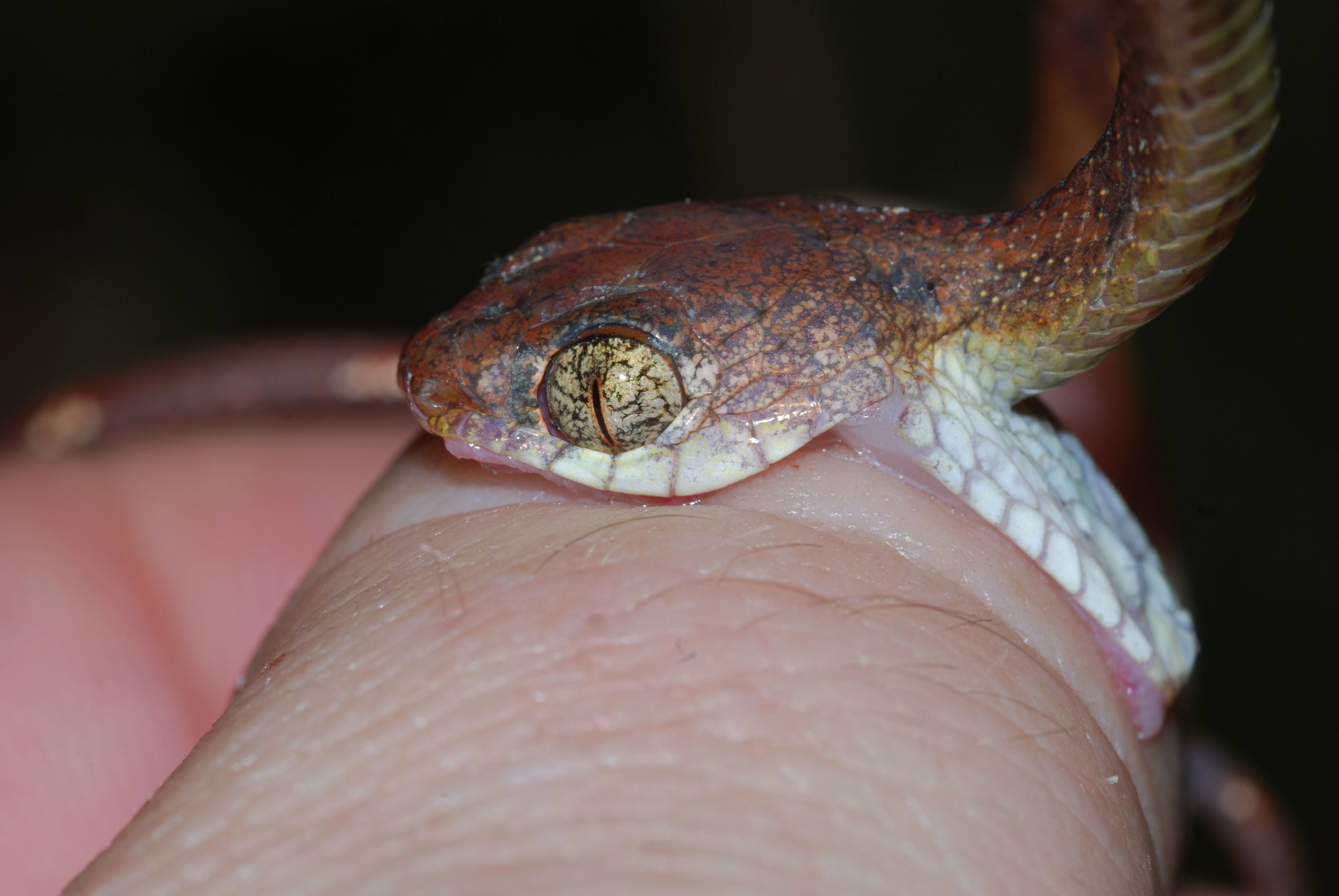
Vết rắn cắn

Có thể xem vết cắn để phân biệt rắn độc và không độc, rắn độc thường có hai răng độc lớn (gọi là móc độc), ở vị trí răng cửa hàm trên, vết cắn của chúng có 1 hoặc 2 vết răng, có một hoặc hai lỗ nhỏ là đã bị rắn độc cắn. Còn rắn không độc nhìn vào vết cắn thấy 2 hàm răng với những chấm nhỏ, có hình vòng cung và đặc biệt không có răng nanh, cảm giác ở vết thương ngứa ngứa, hai vết răng nhỏ và mảnh là do rắn không độc cắn. Nhìn vào vết thương sẽ thấy 2 vết răng nanh, mỗi răng cách nhau khoảng 5mm và một số vết răng nhỏ.
- Họ rắn Viperidae là một trong những họ rắn đáng sợ nhất trên hành tinh này. Nạn nhân khi bị cắn thì cảm thấy như cánh tay bị hàn bằng những que hàn nóng cháy, đau đớn.
- Rắn Taipan nội địa (Inland Taipan): Rắn Taipan chứa trong mình nọc độc khủng khiếp. Một vết cắn của chúng chứa lượng chất độc đủ để giết 250.000 con chuột hoặc 100 người lớn trưởng thành. Về tổng thể, rắn không nguy hiểm bằng những loài vật khác bởi có thể dùng sức và sự khéo léo để khống chế.

### Động vật khác

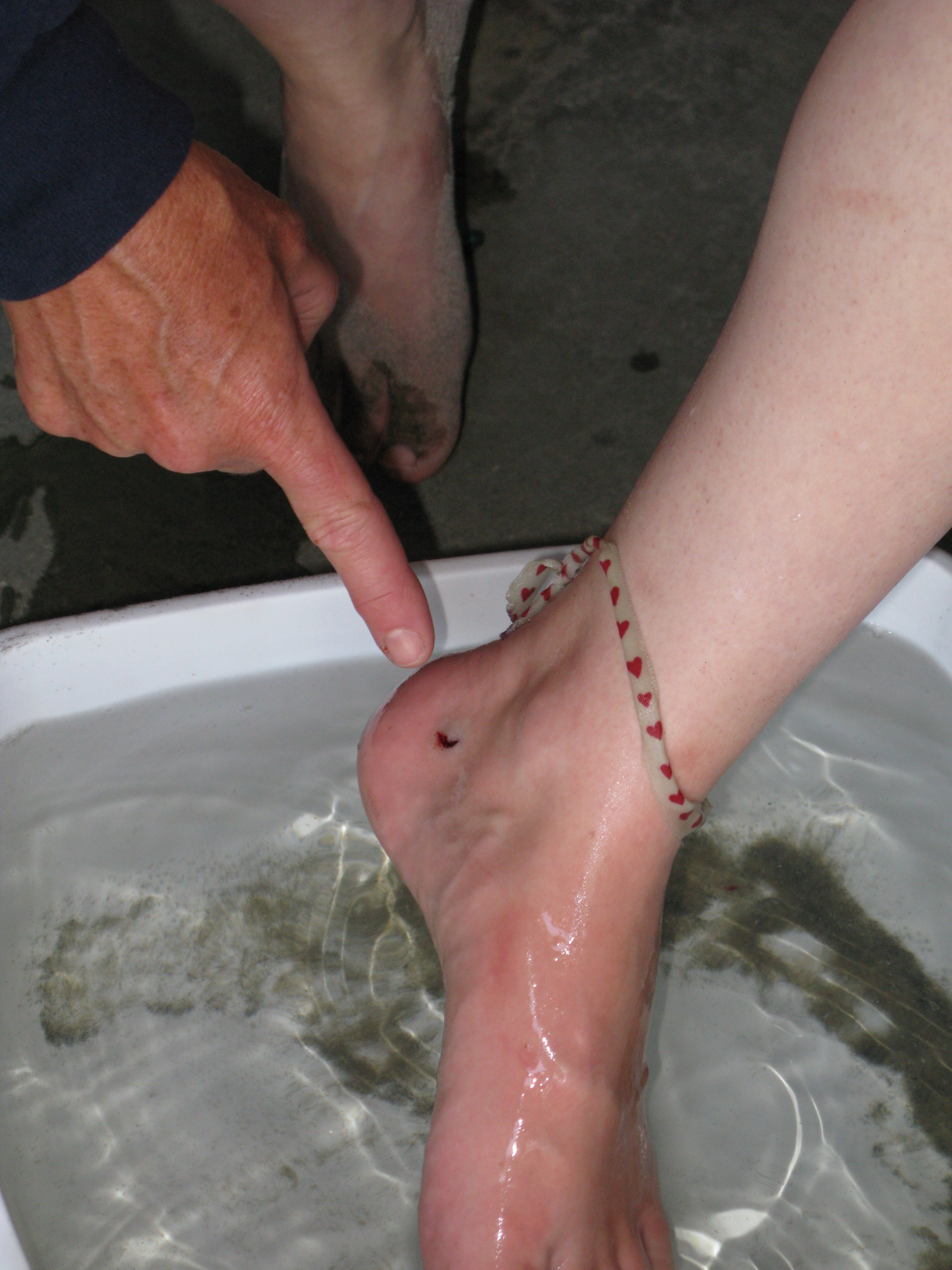
Vết chích của cá đuối

- Cá đuối ó Stingray, hay còn gọi là cá đuối gai độc bởi chúng có một cái gai nhọn, răng cưa nằm ở bên trên và xuôi về phía sau đuôi. Đây là vũ khí phòng vệ hiệu quả, được làm bằng protein tổng hợp và đi kèm với nọc cực độc mà nó thường được tiết ra mỗi khi lớp da bị rách. Nếu bị gai đâm phải thì nó sẽ tạo ra vết rộp lớn và cảm giác rát bỏng. Mặt dù cực kỳ đau đớn, vết chích của cá đuối ó hiếm khi nguy hiểm đến tính mạng con người ngoại trừ trường hợp chất độc được tiêm vào ở thể ở vị trí ngực gần với tim.
- Cá đá (stonefish) là một trong những loài cá độc, vết chích, cắn của chúng dễ dàng gây tử vong cho con người. Thậm chí sự đau đớn trước khi chết khi bị cá đá cắn còn được đưa vào một nghi lễ múa cổ của thổ dân Úc để cảnh báo về sự nguy hiểm của loài cá này. Các vũ công sẽ quằn quại trên mặt đất, biểu thị sự đau đớn khủng khiếp và kết thúc bằng việc nằm im, biểu thị cho cái chết khó tránh khỏi.
- Cá Candiru thường được tìm thấy bên trong mang của các loài cá khác, thậm chí cả niệu đạo của con người, những tổn thương, đau đớn do vết cắn của cá Candiru gây ra khi hút máu khiến những người đã từng trải nghiệm đều kinh sợ.
- Ếch Golden Poison Dart dài chỉ 5 cm cũng có đủ nọc để giết mười người đàn ông trưởng thành. Các thổ dân bản địa của Colombia đã sử dụng nọc độc của nó trong nhiều thế kỷ để tẩm vào phi tiêu của họ khi đi săn. Bị loài ếch này cắn, không chỉ mất mạng mà còn đau đớn cùng cực trước khi chết.
- Sứa biển, hải quỳ và những sinh vật biển khác có những cái lông chích, hay xúc tu, dùng để phóng chất độc ra khi tự vệ. Hầu hết những sinh vật này chỉ gây nổi mụn ngứa, nhưng một vài loại có lượng độc cao nên vết chích của chúng có thể rất nguy hiểm.
- Sứa hộp là một trong những loài động vật đáng sợ nhất đại dương bởi những xúc tu của một con sứa hộp. Nọc độc có chứa trong những xúc tu của con sứa hộp là niềm tự hào của nó, giúp nó lọt vào danh sách những sinh vật độc nhất trên thế giới. Cộng với việc sứa hộp gần như vô hình, nó thực sự trở thành cơn ác mộng bí ẩn của biển cả.
- Quái vật Gila là loài thằn lằn nhiều màu sắc, động vật bản địa tây nam nước Mỹ. Loài thằn lằn này có nọc độc tác động lên thần kinh. Nọc độc được truyền theo những chiếc răng sắc nhọn khi thằn lằn Gila hung hãn cắn xé đối tượng có hiềm khích với nó. Sinh vật này khá ngoan ngoãn với con người.
- Thú mỏ vịt Platypus sở hữu nọc độc có thể làm một người trưởng thành đau đớn để tê liệt. Cơn đau cũng kéo dài, trong tình huống xấu có thể diễn tiến thành một tình trạng gọi là hyperalgesia, tình trạng nhạy cảm với nỗi đau kéo dài trong nhiều tuần hoặc nhiều tháng.

## Sơ cứu

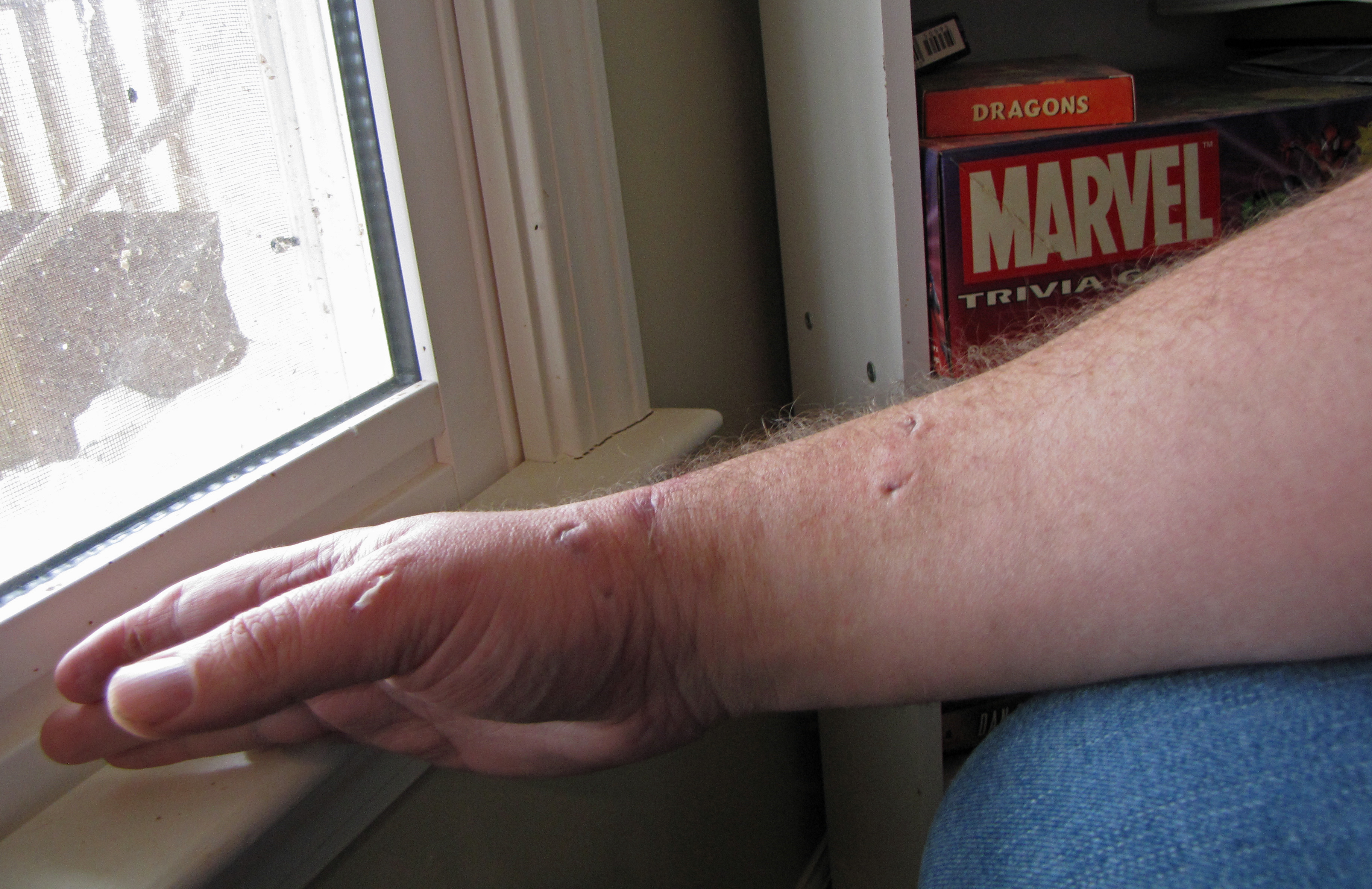
Vết cắn của một con vẹt

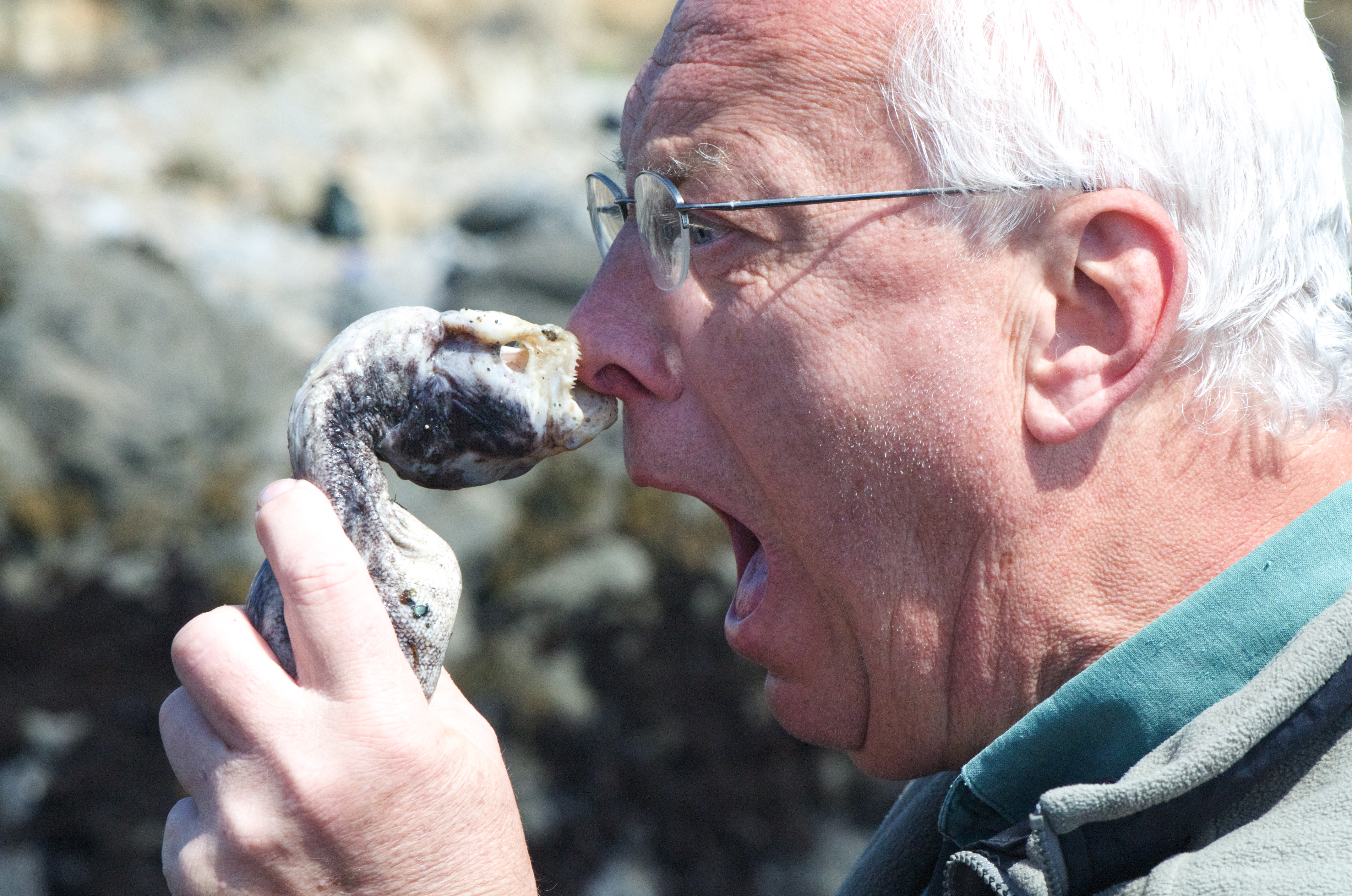
Một con lươn sói đang cắn người

Với vết cắn của thú vật, khi bị thú vật cắn, nạn nhân có thể bị đau và hốt hoảng, nhưng những vết cắn của vật nuôi trong nhà như chó, mèo thì thường không nghiêm trọng. Nếu vết cắn hay vết cào sâu, vi trùng trong răng hoặc móng vuốt của thú vật sẽ xâm nhập vết thương, làm nhiễm trùng vết thương, làm nhiễm trùng. Hầu hết các vất cắn của thú vật có thẻ được chữa trị tại nhà bằng phương pháp sơ cứu đơn giản, dễ chịu, nhưng những vết thương sâu hơn thì phải được điều trị ở bênh viện.
- Nếu là vết cắn ngoài da
  - Giữ bình tĩnh và trấn an nếu hoảng sợ.
  - Rửa sạch vết thương với nước ấm và xà bông. Dội vết thương dưới nước chảy trong ít nhất là 5 phút để rửa trôi mọi vết mãu, nước bọt và chất bẩn.
  - Dùng miếng băng sạch hoặc giấy lau khô vết thương thật nhẹ nhàng nhưng kỹ lưỡng.
  - Đưa nạn nhân đến bác sĩ càng sớm càng tốt để xem vết cắn có bị nhiễm trùng hay có quá sâu không để tránh nguy cơ bị tetanot. Phải phòng ngừa uốn ván cho trẻ em.
  - Cần để mắt tới trẻ khi có thú vật ở gần
  - Nếu bị thú vật ở vùng có bệnh dại cắn, hoặc có khả năng con thú đó được chuyển lậu vào đây, hẫy đưa nạn nhân đến bệnh viện để tiêm phòng dại. Đồng thời theo dõi sức khỏe của thú vật đã cắn.
- Nếu là vết cắn sâu và nghiêm trọng
  - Đặt miếng băng sạch lên vết thương, rồi lấy tay đè lên để cầm máu. Nếu được, nâng phần bị thương lên cao hơn tim.
  - Dùng băng sạch băng chặt vết thương lại.
  - Đưa nạn nhân đến bệnh viện hoặc gọi cấp cứu. Phải điều trị càng sớm càng tốt để tránh nhiễm trùng.
- Vết đốt của côn trùng: Vết đốt của ong mật và ong bắp cày rất đau nhưng hiếm khi nguy hiểm trừ khi bị dị ứng nghiêm trọng với chúng. Nếu trích có dạng một vùng trắng nổi lên trên vùng da bị tấy đỏ.
  - Trấn an và khuyên cố gắng ngồi yên để làm chậm tốc độ lan truyền của chất độc.
  - Nếu nọc vẫn còn lưu trên da, hãy dùng một tấm thể hoặc móng tay quét hay cạo nó đi. Đừng dùng kẹp nhíp bóp trên đỉnh của vết đốt đó hay cố gắng gắp nó đi.
  - Để làm giảm đau và sưng, đặt một miếng gặc lạnh lên vùng bị thương. Giữ yên như vậy trong khoảng 10 phút cho đến khi bớt đau.
  - Vết chích trên miệng: Vết đốt trên miệng có thể gây sưng tấy và dẫn đến những vấn đề về hô hấp, vì vậy hãy nhanh chóng điều trị.
- Bị sinh vật biển chích: 
  - Đắp gạc lạnh lên vùng bị thương và giữ yên trong 10 phút. Nếu được, nhấc cao chỗ bị chích.
  - Nếu vết chích rất đỏ và đau, hãy đưa bé đến bệnh viện.
  - Nếu lông gai của sinh vật biển găm vào chân, ngâm chân vào nước nóng 30 phút để làm chúng long ra. Nếu gai hay lông đó không ra ngoài được hoặc chân sưng lên, hãy đưa đến bệnh viện.
  - Nếu xúc tu sứa biển chích, hãy đổ nước muối hay giấm lên vết thương để vô hiệu quá những xúc tu ấy. Băng bó qua vết thương rồi gọi cấp cứu.
- Đối với kiến ba khoang cắn, khi thương tổn đã phỏng rộp, tùy vào mức độ tổn thương mà bác sĩ chỉ định thuốc phù hợp. Trường hợp nhẹ chỉ cần sát trùng, bệnh tự giới hạn. Nếu tình trạng trung bình và nặng thì phải bôi thuốc dịu da, corticosteroid bôi, uống kháng histamin, uống kháng sinh khi có dấu hiệu bội nhiễm.

Nếu bị bọ xít Triatoma rubrofasciata đốt sẽ chỉ bị sưng tấy và ngứa ngoài da. Nên dùng lưới sắt, mành để hạn chế loại bọ xít này vào nhà gây ảnh hưởng đến cuộc sống. Nếu bị đốt, nên dùng ngay các loại thuốc bôi chống dị ứng do vết đốt côn trùng gây ra, không nên gãi vì gãi sẽ làm da trầy xước và gây bội nhiễm, nhiễm trùng. Nếu thấy bọ xít xuất hiện trong nhà, khe tủ, dưới đệm, giường nên dùng vải ẩm chụp lên, giữ chặt cho côn trùng chết hẳn rồi bỏ vào thùng rác. Ngoài ra cũng có thể ngăn cản sự sinh sôi, phát triển của loài côn trùng này trong nhà bằng cách vệ sinh nhà cửa sạch sẽ, khô ráo, thường xuyên vệ sinh các nơi ẩm thấp như khe giường, gầm tủ, gầm giường, dưới đệm.
Nếu bị bọ xít hút máu người đốt, nên rửa ngay vết đốt bằng xà phòng, không gãi tại chỗ vết đốt để tránh gây xước, viêm nhiễm và đến ngay cơ sở y tế chuyên về da liễu để được khám, điều trị chống dị ứng và chống viêm nhiễm tại chỗ. Không nên gãi hay đánh chết bọ xít ngay trên tay mình, vì sẽ làm vết đốt trở nên nghiêm trọng hơn. Chú ý dọn dẹp vệ sinh giường, tủ... để loại trừ trứng nở thành ổ bọ xít hút máu phát tán. Để diệt loại bọ xít hút máu, ngoài việc giết chúng bằng phương pháp thủ công, có thể sử dụng các hóa chất dùng trong y tế, các loại hóa chất diệt côn trùng thuộc nhóm pyrethroid, phun trong nhà và xung quanh nhà.
Để phòng, chống bọ xít hút máu, mỗi người nên thường dọn dẹp nhà cửa, gầm giường, phòng ngủ, mở cửa cho ánh nắng chiếu vào. Nếu phát hiện trong nhà có bọ xít hút máu thì nên tìm diệt chúng bằng cách dọn dẹp nhà cửa, gầm giường, dưới đệm phòng ngủ hoặc ban đêm thì tắt đèn và dùng đèn pin soi tìm diệt bọ xít và trứng bọ xít. Ở vùng đã phát hiện có bọ xít đốt hút máu thì nên ngủ màn và giắt màn cẩn thận để bọ xít không thể chui vào đốt người. Ngoài ra cần thường xuyên vệ sinh nơi ở, sinh hoạt, đặc biệt là những nơi ẩm thấp, loại bỏ những vật dụng mủn, mục (củi mục, vải mục, rác thải) không sử dụng. Thường xuyên nằm ngủ màn, giắt màn cẩn thận để bọ xít không chui vào.
Cá đá là một trong những loài có nọc độc nơi loài cá, vết chích có thể gây tử vong, cá ngụy trang khéo, hầu như hoàn toàn bất động trong môi trường, đôi khi nó ở nơi nước cạn và gai dễ dàng xuyên qua đế giày nếu đạp phải. Vết chích của cá làm đau dữ dội, đôi khi gây sốc, vùng bị chích sưng phồng, nọc còn tác động đến hệ thần kinh, gây co giật, tê liệt, rối loạn tim hay hô hấp, có thể làm thiệt mạng. Đã có huyết thanh kháng nọc cá, hiệu quả nếu được tiêm nhanh, nhưng phải trữ lạnh khi mang theo. Nếu không có huyết thanh hãy rửa vết thương với nhiều nước và nhanh chóng hơ nóng vùng bị chích (đến giới hạn có thể chịu đựng được) nhằm vô hiệu hóa học. Vì nọc thường bị hỏng khi gặp nhiệt. Chẳng hạn nhúng chân bị chích vào nước nóng 48 độ C hay sử dụng máy sấy tóc đến giới hạn có thể chịu đựng được, nạn nhân có cơ may vô hiệu hóa một phần nọc trước khi nó lan rộng. Một giải pháp là dùng bơm tiêm chân không giúp hút một phần nọc.